# Balongo
Balongo (llamada oficialmente San Martiño de Valongo) es una parroquia del municipio español de Cortegada, en la provincia de Orense, Galicia.

## Toponimia
La parroquia también es conocida por los nombres de Balonga y San Martín de Balongo.

## Organización territorial
La parroquia está formada por doce entidades de población:
- Abelenda
- A Decolada
- A Ponte Trado
- Casaldálvaro
- Leirado
- O Casal
- O Pereiro
- Outeiral
- Pazo
- Peralba
- Sa
- Vilanova da Barca

## Demografía
| Gráfica de evolución demográfica de Balongo entre 2000 y 2022 |
|                                                               |
| Datos según el nomenclátor publicado por el INE.              |